# Nannoniscus simplex
Nannoniscus simplex är en kräftdjursart som beskrevs av Hansen 1916. Nannoniscus simplex ingår i släktet Nannoniscus och familjen Nannoniscidae. Inga underarter finns listade i Catalogue of Life.